# Unterseeboot 231
Le Unterseeboot 231 (ou U-231) est un sous-marin allemand (U-Boot) de type VII.C utilisé par la Kriegsmarine (marine de guerre allemande) pendant la Seconde Guerre mondiale.

## Historique
Mis en service le 14 novembre 1942, l'Unterseeboot 231 passe son temps d'entraînement initial à Kiel au sein de la 5. Unterseebootsflottille jusqu'au 30 avril 1943, puis l'U-231 rejoint son unité de combat, à Base sous-marine de La Rochelle avec la 3. Unterseebootsflottille.
Il réalise sa première patrouille, quittant le port de Kiel le 13 avril 1943 sous les ordres du Kapitänleutnant Wolfgang Wenzel. Après 49 jours de mer, l'U-231 rejoint la base sous-marine de La Rochelle qu'il atteint le 31 mai 1943.
L'Unterseeboot 231 effectue trois patrouilles dans lesquelles il n'a eu aucun succès au cours de 130 jours en mer.
Sa troisième patrouille le fait quitter le port de Toulon le 26 décembre 1943 toujours sous les ordres du Kapitänleutnant Wolfgang Wenzel. Après 19 jours en mer, l'U-231 est coulé le 13 janvier 1944 dans l'Atlantique Nord au nord-est des Açores à la position géographique de 44° 15′ N, 20° 38′ O par des charges de profondeur lancées d'un bombardier Vickers Wellington britannique (Squadron 172/L). 
Sept des cinquante membres d'équipage meurent dans cette attaque.

## Affectations successives
- 5. Unterseebootsflottille à Kiel du 14 novembre 1942 au 30 avril 1943 (entrainement)
- 3. Unterseebootsflottille à La Pallice du 1er mai 1943 au 13 janvier 1944 (service actif)

## Commandement
- Kapitänleutnant Wolfgang Wenzel du 14 novembre 1942 au 13 janvier 1944

## Patrouilles
|       | Commandant             | Départ            | Départ     | Arrivée           | Arrivée    | Jours     | Succès |
| ----- | ---------------------- | ----------------- | ---------- | ----------------- | ---------- | --------- | ------ |
| 1     | Kptlt. Wolfgang Wenzel | 13 avril 1943     | Kiel       | 31 mai 1943       | La Pallice | 49 jours  |        |
|       | Kptlt. Wolfgang Wenzel | 27 juillet 1943   | La Pallice | 29 juillet 1943   | La Pallice | 3 jours   |        |
|       | Kptlt. Wolfgang Wenzel | 23 septembre 1943 | La Pallice | 24 septembre 1943 | Bordeaux   | 2 jours   |        |
| 2     | Kptlt. Wolfgang Wenzel | 27 septembre 1943 | Bordeaux   | 22 novembre 1943  | La Pallice | 57 jours  |        |
| 3     | Kptlt. Wolfgang Wenzel | 26 décembre 1943  | La Pallice | 13 janvier 1944   | Coulé      | 19 jours  |        |
| Total | Total                  | Total             | Total      | Total             | Total      | 130 jours | 0 t    |

Note : Kptlt. = Kapitänleutnant 

### Opérations Wolfpack
L'U-231 a opéré avec les Wolfpacks (meute de loups) durant sa carrière opérationnelle:
1. Star (27 avril 1943 - 4 mai 1943)
2. Fink (4 mai 1943 - 6 mai 1943)
3. Elbe (7 mai 1943 - 10 mai 1943)
4. Elbe 1 (10 mai 1943 - 14 mai 1943)
5. Mosel (19 mai 1943 - 22 mai 1943)
6. Schlieffen (14 octobre 1943 - 22 octobre 1943)
7. Siegfried (22 octobre 1943 - 27 octobre 1943)
8. Siegfried 1 (27 octobre 1943 - 30 octobre 1943)
9. Körner (30 octobre 1943 - 2 novembre 1943)
10. Borkum (1er janvier 1944 - 3 janvier 1944)
11. Borkum 3 (3 janvier 1944 - 13 janvier 1944)

## Navires coulés
L'Unterseeboot 231 n'a ni coulé, ni endommagé de navire ennemi au cours des trois patrouilles (130 jours en mer) qu'il effectua.

### Référence
1. ↑  http://uboat.net/boats/u231.htm

### Source
- (en) Cet article est partiellement ou en totalité issu de l’article de Wikipédia en anglais intitulé « German submarine U-231 » (voir la liste des auteurs).